# Островский сельсовет (Ляховичский район)
Островский сельсовет — административная единица на территории Ляховичского района Брестской области Республики Беларусь.

## Состав
Островский сельсовет включает 11 населённых пунктов:
- Березки — деревня.
- Гута — деревня.
- Заберье — деревня.
- Заполье — деревня.
- Кулики — деревня.
- Любейки — деревня.
- Остров — агрогородок.
- Подлазье — деревня.
- Рогачи — деревня.
- Третьяковцы — деревня.
- Туховичи — деревня.